# مركبة مشاة قتالية

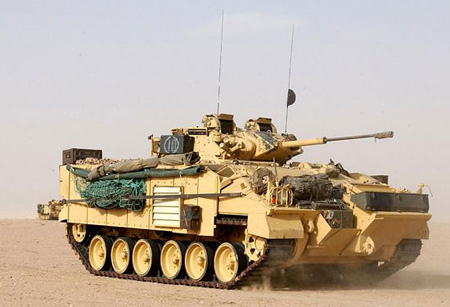
مدرعة واريور تابعة للجيش البريطاني.

مركبة مشاة قتالية (بالإنجليزية: Infantry fighting vehicle)‏ هي مركبة من مركبات القتال المدرعة المصممة لنقل قوات المشاة إلى ساحة المعركة وتوفير الغطاء الناري لهم، تتشابه مركبات المشاة القتالية مع ناقلات الجنود المدرعة من حيث قدرتها على نقل من 5 إلى 10 أفراد إلى مناطق القتال إلا إن الاختلاف الجوهري بينهما يتمثل في نوعية الأسلحة التي تزود بها مركبات المشاة القتالية التي تسمح لها بإعطاء الدعم الناري المباشر لوحدات المشاة خلال الهجوم بالإضافة إلى دروعها المقواة.
السلاح الأساس لمركبات المشاة القتالية هو مدفع رئيسي بعيار يتراوح من 20 إلى 40 مم ورشاش آلي من عيار 7.62 مم ويضاف أحيانا صواريخ موجهة مضادة للدروع وصواريخ أرض جو.
غالبًا ما تعمل مركبات المشاة القتالية كنظام أسلحة رئيسي ووسيلة نقل لوحدة المشاة الميكانيكية.
تختلف مركبات المشاة القتالية عن ناقلات الجند المدرعة، وهي مركبات نقل مسلحة فقط للدفاع عن النفس وليست مصممة خصيصًا للقتال بمفردها. تم تصميم مركبات المشاة القتالية لتكون أكثر قدرة على الحركة من الدبابات ومجهزة بمدفع آلي سريع النيران أو مدفع تقليدي كبير؛ وقد تتضمن فتحات جانبية للجنود المشاة لإطلاق أسلحتهم الشخصية أثناء وجودهم على متنها.
اكتسبت مركبات المشاة القتالية شعبية كبيرة بين الجيوش في جميع أنحاء العالم بسبب الطلب على المركبات ذات القوة النارية الأعلى من ناقلات الجند المدرعة والتي تكون أقل تكلفة وأسهل في الصيانة من الدبابات. ولكنها لم تحل محل ناقلات الجند المدرعة تمامًا، وذلك بسبب الفائدة المستمرة للأخيرة في أدوار متخصصة. تواصل بعض الجيوش الحفاظ على أساطيل من مركبات المشاة القتالية وناقلات الجند المدرعة.

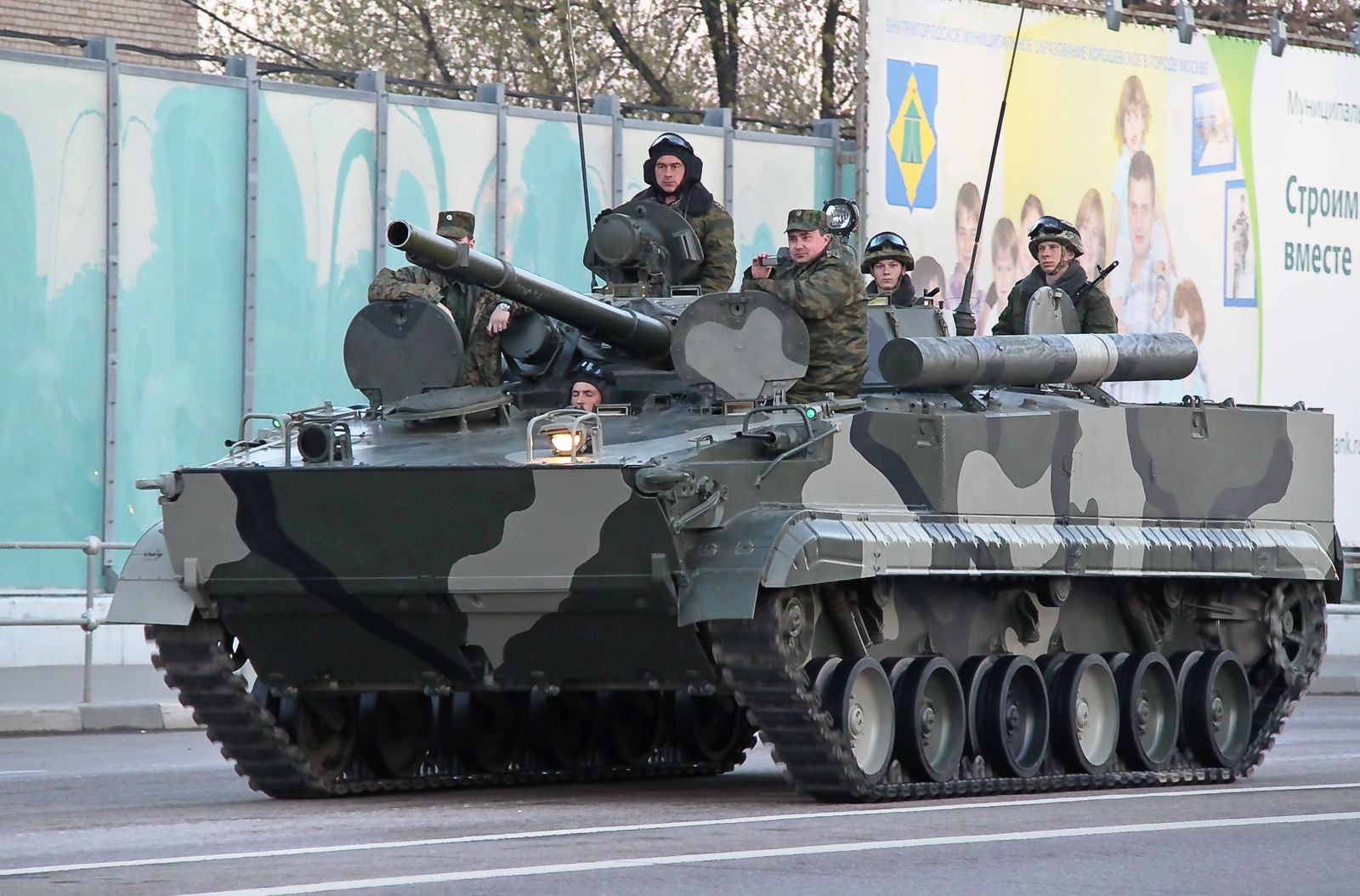
مركبة بي إم بي 3 روسية مع مشاة على متنها.

## العقيدة
يرتبط دور مركبات المشاة القتالية ارتباطًا وثيقًا بعقيدة المشاة الميكانيكية.[1] في حين أن بعض مركبات المشاة القتالية مسلحة بمدفع نيران مباشر أو صواريخ موجهة مضادة للدبابات لدعم المشاة عن قرب، فإنها ليست مخصصة لمهاجمة القوات المدرعة أو الميكانيكية مع المشاة. بل إن دور مركبات المشاة القتالية هو منح وحدة المشاة القدرة على الحركة في ساحة المعركة وتنفيذ العمليات أثناء العمليات المشتركة.
أغلب مركبات المشاة القتالية تُكَمل الدبابات كجزء من كتيبة أو لواء أو فرقة مدرعة. وقد يتم إستخدامها لدعم المشاة بدل الدبابات. تم الترويج للتطوير المبكر لمركبات المشاة القتالية في عدد من الدول الغربية في المقام الأول من قبل ضباط المدرعات الذين أرادوا دمج الدبابات مع المشاة الداعمة في الفرق المدرعة.
على الجانب الآخر منح السوفييت مزيدًا من المرونة في هذا الصدد لمركبات المشاة القتالية، مما سمح للمشاة الميكانيكية باحتلال التضاريس التي تُعرض دفاع العدو للخطر، أو تنفيذ حركات التفافية، أو إغراء مدرعات العدو بهجمات مضادة غير مدروسة. وبينما لا تزال تؤدي دورًا مساعدًا للدبابات، فإن فكرة استخدام مركبات المشاة القتالية في هذه الأنواع من الاشتباكات كانت تتطلب أن تكون المركبات مُسلحة بشكل كبير، وهو ما انعكس في المدرعة BMP-1 وسلسلتها. بالإضافة إلى ذلك، استفادت عقيدة الإنزال جواً السوفييتية من سلسلة BMD من مركبات المشاة القتالية للعمل بالتنسيق مع المظليين بدلاً من التشكيلات الميكانيكية أو المدرعة التقليدية.
اكتسبت مركبات المشاة القتالية أهمية جديدة بعد حرب أكتوبر 1973 . فبالإضافة إلى أول ظهور قتالي لـ BMP-1، أظهر هذا الصراع الأهمية الجديدة للصواريخ الموجهة المضادة للدروع وتَقَادم الهجمات المدرعة المستقلة. تم التركيز بشكل أكبر على الهجمات بالأسلحة المشتركة، وظهرت أهمية المشاة الميكانيكية لدعم الدبابات.

## مركبات مشاة قتالية
- في بي سي أي
- بي إم بي-1
- بي إم بي-2
- بي إم بي-3
- أم2 برادلي
- راتيل